# Río Ajtuba
El río Ajtuba (del ruso: Ахтуба) es un distributario por la izquierda del Volga, del que se separa por encima de Volgogrado y se dirige hacia el delta del Volga y el mar Caspio. Discurre por territorio del óblast de Volgogrado y del de Astracán, en Rusia.

## Geografía
El antiguo inicio del río Ajtuba fue bloqueado por la presa de la central hidroeléctrica de Volgogrado. Actualmente, el agua se dirige al curso del Ajtuba por un canal artificial de 6.5 km de longitud que comienza por debajo de la presa. El Ajtuba tiene 537 km de longitud, siendo su caudal medio de 153 m³/s. 
El Ajtuba atraviesa las siguientes localidades: Volzhski, Leninsk, Znamensk, Ajtúbinsk, Jarabali, la antigua capital de la Horda de Oro, Sarai-Batu, se encontraba probablemente cerca de esta última localidad.
La región entre el Volga y el Ajtuba es conocida como la llanura Volga-Ajtuba, que es una de las principales marismas de Rusia y es particularmente conocida por sus sandías.

## En la cultura popular
El título de la canción Aktubiin Hol, de Okna Okna Tsahan Zam, se refiere al río Ajtuba.